# Udegué
Los udegué (удэгé), hasta 1956 udegé (удэхе́), son un pueblo originario del extremo oriente de Rusia, que actualmente habita en los distritos de Terneiski y Pozharski, del krai de Primorie, y en los distritos Ímeni Lazó y Nanayski, del krai de Jabárovsk. Su idioma pertenece a la familia de lenguas tunguses. Viven a lo largo de los afluentes de los ríos Ussuri, Amur, Kungari, y Aniuy. Hasta comienzos del siglo XX vivían en ambas vertientes de la cordillera Sijoté-Alín, hasta el mar del Japón. De origen yurchen, están por tanto cercanamente relacionados con la manchúes.
Su subsistencia depende de la caza, la pesca y la recolección de ginseng. Sus creencias religiosas incluyen el animismo, el culto de los animales, y el chamanismo.

## Conflicto territorial
Desde el advenimiento de la perestroika, los udegué, han estado activamente involucrados en la lucha por el control de sus territorios tradicionales a lo largo del río Bikín. Un objetivo central actual de los udegués es el establecimiento de un Territorio de Uso Tradicional de los Recursos Naturales de estatus federal, que fue propuesto en cooperación con la Asociación de Pueblos Indígenas del Norte de Rusia RAIPON y del Instituto Ruso de Antropología y Etnografía, pero no pudo ser aprobada por las autoridades.
En la década de 1980, fue una empresa conjunta de Corea del Sur y Rusia, "Luminosa" («Светлая», Svétlaya), inició trabajos en la cuenca del río Bikín, pero se encontró con firmes actividades de resistencia. El 8 de agosto de 1992, piquetes de udegués bloquearon la zona de tala. Las acciones udegués recibieron el apoyo de la administración local, así como de los cosacos y la empresa mixta "Luminosa" dejó de existir.